# Bikku Bitti
Bikku Bitti (em árabe: قمة_بتة) é a montanha mais alta da Líbia com 2266 m de altitude. Faz parte da cordilheira Tibesti, no sul da Líbia, muito perto da fronteira Chade-Líbia.
Bikku Bitti é um dos picos menos conhecidos e menos acessíveis no deserto do Saara. A aproximação pelo lado sul permite a escalada, o que foi feito pela primeira vez em dezembro de 2005 por Ginge Fullen e guias chadianos.